# Bolo Devil's food

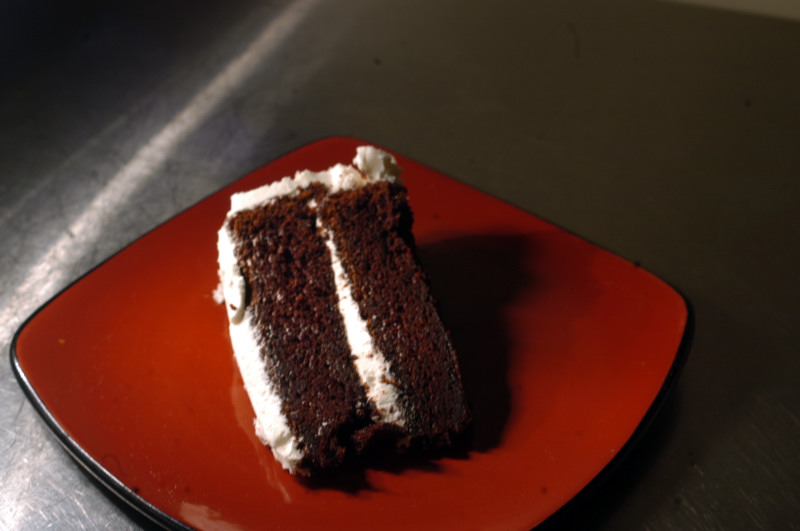
Bolo Devil's food com cobertura de baunilha

O bolo Devil's food é um bolo de camadas úmido, aerado e rico em chocolate. É considerado o oposto ao claro bolo Angel's food. Por causa das mudanças na receita e na disponibilidade dos ingredientes através do século XX, é difícil distinguir exatamente o Devil's food de um bolo comum de chocolate. Este bolo normalmente leva uma generosa cobertura de chocolate.
O bolo Devil's food geralmente é mais úmido e aerado que os outros bolos de chocolate, e normalmente usa chocolate em pó ao invés do achocolatado, assim como café para acentuar o sabor. A ausência de chocolate derretido, achocolatado e a adição de café são os elementos que distinguem este bolo de um outro bolo de chocolate comum, ainda que algumas receitas combinem os dois, resultando em um bolo com um sabor acentuado de chocolate. O uso de água quente como líquido principal ao invés do uso de leite também torna este bolo diferente.
O Devil's food algumas vezes também é diferenciado dos outros bolos de chocolate comum pelo uso de fermento adicional, o que diminui a acidez do bolo e faz com que a massa ganhe uma cor mais escura. O Devil's food leva manteiga (ou substituto), clara de ovo, farinha (ainda que alguns não levem), e menos ovos que outros bolos comuns. Este bolo foi introduzido nos Estados Unidos no começo do século XX, com a receita datada de 1905.
O bolo veludo vermelho está intimamente ligado ao Devil's food, e em alguns livros de receita mais antigos, os nomes foram intercambiáveis. A maioria dos bolos Veludo Vermelho hoje em dia se utilizam de corante, mas mesmo sem isto, a reação entre o vinagre e o leitelho tende a realçar as antocianinas presentes no chocolate. Quando adicionado aos bolos, o elemento ácido causa o enrubescimento do chocolate quando assado. Porém, quando o chocolate mais básico era largamente vendido, a coloração vermelha era mais pronunciada. Esta tintura natural pode ter sido responsável pela origem da denominação "veludo vermelho" bem como a do "Devil's food", e uma longa lista de outros bolos de chocolate similares.